# Le ragazze (singolo Neri per Caso)
Le ragazze è un brano musicale interpretato dai Neri per Caso e composto da Claudio Mattone, pubblicato come singolo nel 1995.
Con questa canzone, il gruppo vocale ha partecipato al Festival di Sanremo 1995, vincendo nella sezione "Nuove Proposte".